# 羅馬條約 (1941年)
羅馬條約是1941年5月18日轴心国入侵南斯拉夫后，意大利法西斯政权和克罗地亚独立国签订的一系列条约，该条约确定了两国的边界，实际上将達爾馬提亞省割让给意大利，禁止克罗地亚独立国在亚得里亚海部署海军并在边界地区调动军队。条约于1943年9月10日废除。